# Spermacoce laevigata
Spermacoce laevigata är en måreväxtart som beskrevs av Ferdinand von Mueller. Spermacoce laevigata ingår i släktet Spermacoce och familjen måreväxter. Inga underarter finns listade i Catalogue of Life.